# Скакандий, Василий Юльевич
Василий Юльевич Скакандий (укр. Василь Юлійович Скакандій; род. 4 марта 1941, с. Среднее (ныне Ужгородского района, Закарпатской области, Украины) — украинский живописец, график, иллюстратор. Заслуженный художник Украинской ССР (1990), народный художник Украины (2007).

## Биография
В 1965 году окончил графический факультет Киевского государственного художественного института (теперь Национальная академия изобразительного искусства и архитектуры). Ученик Василия Касияна, Ивана Селиванова и Георгия Якутовича.
После окончания института в 1965—1967 — художественный редактор украинского республиканского издательства «Карпаты».
В 2000—2004 преподавал рисунок, живопись и композицию студентам Ужгородского колледжа искусств им. А. Эрдели, с 2004 года и по сей день — преподаватель Закарпатского художественного института.
Член Союза художников СССР с 1968 года. Участник областных художественных выставок с 1965 года, всеукраинских — с 1966 года, зарубежных — с 1972 года.
Участник международных пленэров с 1982 года.

## Избранные работы
Серия офортов:
- «Олекса Борканюк» (1965),
- линогравюры: «Легенди Карпат» (1967), «За мотивами народних пісень Закарпаття» (1968);
- портрет В. Стефаника (1970);
- иллюстрации к поэме «Апостол» Ш. Петефи (1968) и др.

## Награды и премии
- Лауреат областной премии имени Д. Вакарова (1969),
- лауреат республиканской премии им. Н. Островского (1970),
- Заслуженный художник Украинской ССР (1990),
- Народный художник Украины (2007)
- лауреат областной премии имени Иосифа Бокшая и Адальберта Эрдели (2000 и 2010).